# Jamaica Estates
Jamaica Estates è un quartiere della città di New York, situato nel cuore del Borough del Queens, parte del Queens Community District 8 e situato a nord del quartiere di Jamaica.

## Caratteristiche
L'area è caratterizzata da case da milioni di dollari e una moltitudine di alberi. Midland Parkway, un viale a quattro corsie con un'ampia fascia mediana paesaggistica il cui restauro è stato completato nel 2007, è l'arteria principale della zona. Il quartiere è composto principalmente da residenti della classe medio-alta. La maggior parte delle case è costituita da edifici unifamiliari in stile Tudor, Craftsman, Cape Cod o Mediterraneo.
Su 14 000 residenti, il 45% è nato all'estero. Nel censimento degli Stati Uniti del 2000, il 43% dei residenti era bianco, i bangladesi rappresentano l'11% dei residenti, mentre i filippini costituiscono il 10%, gli haitiani il 7%, il 5% della Guiana e il 4% i russi. Una popolazione di oltre 1 000 ebrei di Boukhara vive nell'area.

## Storia
Jamaica Estates è stata creata nel 1907 dalla Jamaica Estates Corporation, che ha sviluppato i 503 acri della collina morenica terminale (2,04 km²), preservando molti degli alberi che avevano occupato il sito. La compagnia fu fondata da Ernestus Gulick e Felix Isman, entrambi di Filadelfia.
Jamaica Estates ora ha significative popolazioni ebraiche americane ortodosse moderne e sud asiatiche americane. Quest'ultima è stata particolarmente colpita dall'ondata di pignoramenti dei mutui iniziata nel 2008. Gli unici appartamenti e alloggi plurifamiliari giacciono vicino al confine meridionale a pochi isolati da e lungo la Hillside Avenue. I corridoi dello shopping sono lungo Hillside Avenue e Union Turnpike.
Nel 2007, in seguito al danneggiamento del tetto della Historic Gatehouse nell'uragano Isabel, fu completato il restauro e l'abbellimento del Gatehouse and Malls.
La Jamaica Estates Association, fondata nel 1929, continua come un'attiva e vitale organizzazione civica che rappresenta la comunità. Una targa storica è stata inaugurata il 23 aprile 2010, nel Midland Mall dalla Aquinate Honor Society della Immaculate Conception School e dallo sponsor della targa, il senatore Frank Padavan.

## Formazione scolastica
Il Dipartimento di educazione della città di New York gestisce le scuole pubbliche:
- Holliswood School (PS 178) nel Distretto scolastico 26, in 189th Street
- Abigail Adams School (PS 131) nel distretto scolastico 29 in Jamaica Hills

Le scuole private includono:
- The Mary Louis Academy, una scuola cattolica per ragazze, si trova all'angolo tra Edgerton Boulevard e Wexford Terrace.
- Immaculate Conception School si trova all'angolo tra Midland Parkway e Dalny Road.
- Summit School ha il campus della High School sulla 188th Street e Grand Central Parkeay.
- Yeshiva University High School for Girls è appena ad est del quartier del Queens di Holliswood
- United Nations International School Queens Campus, per studenti del grado K-8, si trova in Croydon Road; Destinato ai bambini dei diplomatici e dei dipendenti delle Nazioni Unite, l'iscrizione è ora aperta a tutti. La scuola aprì per la prima volta a Lake Success, ma nel 1950 si trasferì a Parkway Village.
- Dalla sua fondazione nel 1975, intorno al 1980, la Japanese School di New York era situata in Jamaica Estates, al 187-30 di Grand Central Parkway.[5]

## Trasporti

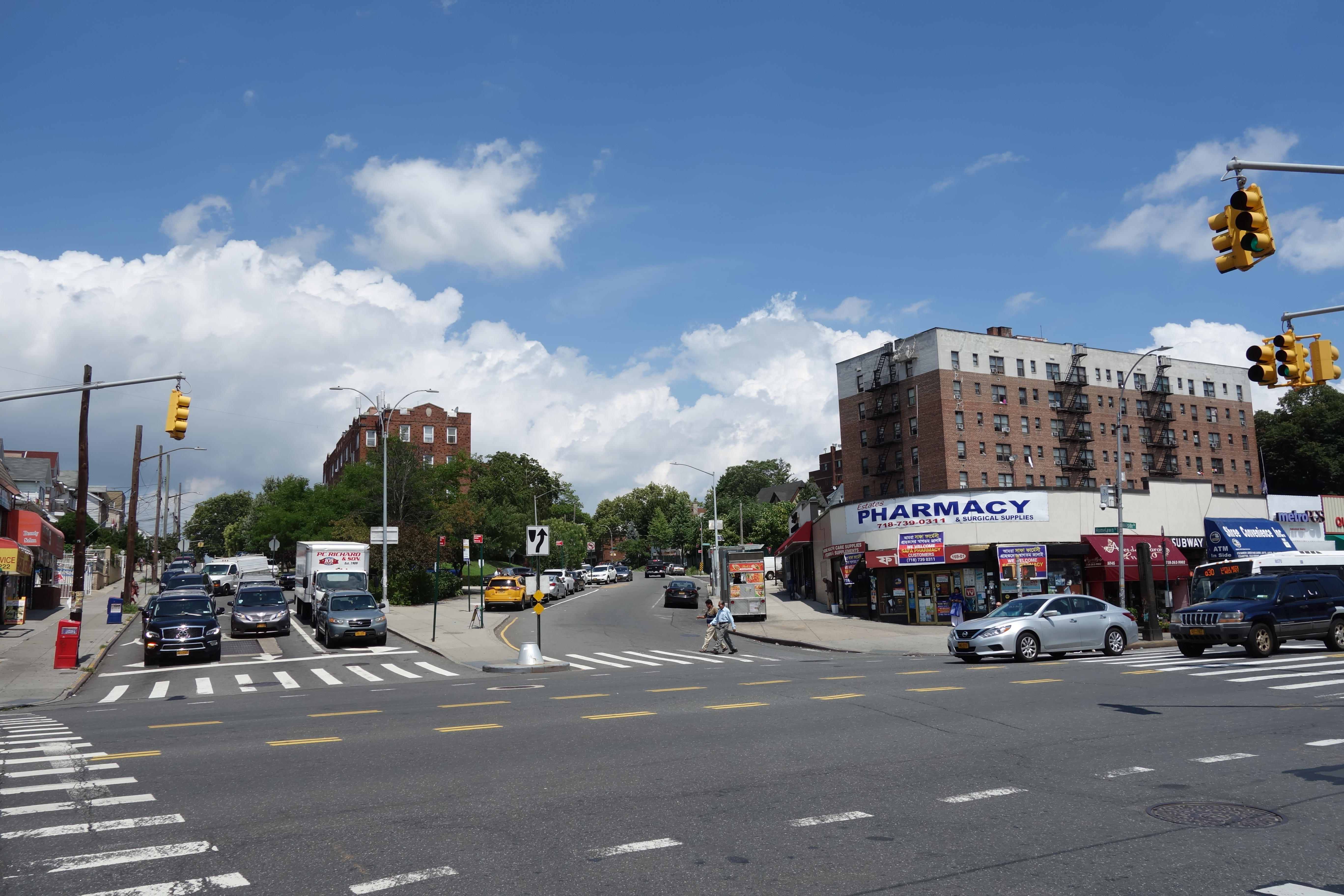
Guardando a nord su Hillside Avenue a 169th Street (a sinistra) e Homelawn Street (a destra) a Jamaica, nel Queens. Homelawn Street, probabilmente una delle più antiche strade del Queens, si dirama dalla 169th Street e corre verso nordest attraverso Jamaica Estates fino a Utopia Parkway.

La Linea IND Queens Boulevard della Metropolitana di New York serve la stazione presso la linea Jamaica-179th Street (treni E e F), così come la penultima stazione locale della 169th Street (treno F). Il quartiere è anche servito dalle linee di autobus locali Q1, Q2, Q3, Q36, Q46 su Hillside Avenue; gli autobus Q30 e Q31 su Utopia Parkway; e l'autobus Q17 sulla 188th Street. Anche numerosi autobus espressi (QM1, QM5, QM6, QM7, QM8, X68) a Manhattan si fermano a Union Turnpike.
In contrasto con gran parte del Queens, la maggior parte delle strade in Jamaica Estates non sono conformi alla griglia rettangolare e seguono linee topografiche, l'esempio più notevole è Midland Parkway. Molte delle strade nominate hanno etimologie provenienti da lingue del Regno Unito, come Aberdeen, Avon, Hovenden, Barrington, Chelsea e Chevy Chase Street. Tuttavia, a differenza dei Forest Hills Gardens, che è un quartiere Queens altrettanto ricco con un Queens atipico, il sistema di numerazione delle strade è conforme al resto del Queens, utilizzando il "trattino" trovato nel sistema di numerazione delle strade della griglia di Filadelfia a tutte le altre parti del borgo.